# 分體虛無主義
分體虛無論（mereological nihilism，也叫組件虛無論，或者僅簡稱虛無論）是分体学的立場，主張不存在具有固有部件（proper part）的物體（不只是空間上的物體，也包含在時間上不具有任何時間部件的物體），且不存在是其它物体的固有部件的物体。

## 說明
大部分人都知道整體（whole）和部分（part）是什麼；它們是兒童或嬰兒首先學會的概念之一。一顆球是由兩個半球組成，所以一顆球是由兩個半球的部分所組成的整體。每個我們在這世界上所經驗到的單獨物體都是有部分的整體。例如，尾巴是獅子的部分，一朵雲是一個更大天氣系統的一部分，或者用視覺的詞彙，天空的一部分，而鹼基則是DNA鍊的一部分。我們唯一知道沒有部分的事物是已知存在的最小的事物，像是夸克或輕子，但夸克或輕子都不能被看到，所以它們是不能被經驗到的，或者說至少是不能被直接經驗到，而是必須間接透過其浮現的性質推論其存在。有部分的整体被称为组合物（composite material object）。与之相对的，不存在任何部分的事物被称为简单物（simple material object）。
分体虚无主义者认为不存在组合物，存在的物质只有分体论意义上的简单物。他们承认基本粒子的存在，但否认这些基本粒子组成任何单独的组合物。他們論證的基礎是，主張我們的感官給我們的只有關於實在（reality）的模糊資訊，因此我們感官不可信賴；例如，我們無法看到組成任何事物的最小組成單元，這些最小的組成單元是個別且分離的物件（item），並且這些物件是從來不曾統合或聚在一起變成非個別的物件。因此，這些最小組成單元不曾組成任何组合的物件。既然實在的組成單元從來不組成任何整體的物件，那麼所有實在都不包含任何整體的物件，即使我們直觀上可能認為是如此。
纯粹的分体虚无主义者认为所有我们常识中的组合物都不存在——桌子、房子、甚至人类。部分哲学家支持有限的分体虚无主义。例如：Van Inwagen不否认可能存在有生命的组合物；Merricks不否认可能存在有意识的组合物。一种常见的误解是，分体虚无主义认为我们周围的世界只是纯粹的幻觉，因此与常识矛盾：因为椅子不存在，所以我能坐的地方也不存在。但事实上，分体虚无主义者并没有违背我们的这种常识。对于分体虚无主义者来说，“基本粒子以适当的方式排列在适当的时空关系中”这一假设足以解释表象世界。 他们可能使用“那些排列成y样的x”（“xs arranged F-wise”）式的语句来谈论常识中的组合物，例如：“那些排列成桌子样的东西”（“things arranged table-wise”）。

## 討論
分體虛無論隱含否定古典分体论的觀點。古典分體論根據哲學家Achille Varzi定義如下: 分體學（源於希臘文μερος, ‘部件’）是部件到整體的關係以及一個整體之中的部件與部件關係的學問。分體學的源頭可追朔至哲學的早期，從原子論持續到柏拉圖(见巴门尼德斯篇（the Parmenides）及泰阿泰德篇（Theaetetus)），亞里斯多德（见形而上学（the Metaphysics）、物理学（the Physics）、论题篇（the Topics）、论动物的组成（On the Parts of Animals））以及波爱修斯（见In Ciceronis Topica）。

## 脚注
1. ↑  Sider, Theodore (2009), Nihilism and Ideology （页面存档备份，存于） (PDF)
2. 1 2  Cornell, David. . American Philosophical Quarterly. 2017, 54 (1)  [2023-02-28]. ISSN 0003-0481. （原始内容存档于2023-02-28）.
3. 1 2  Mereology （页面存档备份，存于）, Stanford Encyclopedia of Philosophy
4. ↑  Brenner, Andrew. . Synthese. 2014-12-06, 192 (5). ISSN 0039-7857. doi:10.1007/s11229-014-0619-7.